# Капуле-э-Жюнак
Капуле́-э-Жюна́к (фр. Capoulet-et-Junac) — коммуна во Франции, находится в регионе Юг — Пиренеи. Департамент коммуны — Арьеж. Входит в состав кантона Тараскон-сюр-Арьеж. Округ коммуны — Фуа.
Код INSEE коммуны — 09077.

## Население
Население коммуны на 2008 год составляло 179 человек.
| 1962 | 1968 | 1975 | 1982 | 1990 | 1999 | 2008 |
| ---- | ---- | ---- | ---- | ---- | ---- | ---- |
| 160  | 189  | 173  | 158  | 194  | 194  | 179  |

## Экономика
В 2007 году среди 109 человек в трудоспособном возрасте (15—64 лет) 75 были экономически активными, 34 — неактивными (показатель активности — 68,8 %, в 1999 году было 64,5 %). Из 75 активных работали 65 человек (36 мужчин и 29 женщин), безработных было 10 (6 мужчин и 4 женщины). Среди 34 неактивных 12 человек были учениками или студентами, 12 — пенсионерами, 10 были неактивными по другим причинам.

## Достопримечательности
- Военный мемориал, скульптор Антуан Бурдель
- Музей Пола Вуавенеля
- Резиденция командора ордена госпитальеров